# René Urbain
Pour les articles homonymes, voir Urbain.
René Urbain (né le 20 mai 1927 à Ornans et mort le 3 juin 2016 à Quingey dans le Doubs) est un coureur cycliste français.

## Biographie
Coureur de 1945 à 1960, René Urbain a principalement brillé dans les courses du Grand Est français. Il est notamment devenu champion régional de Franche-Comté à trois reprises sous les couleurs du Vélo Club d'Ornans, dont il a été l'une des figures emblématiques. En 1950, il est professionnel au sein de l'équipe Mervil-Dunlop.
Il meurt le 3 juin 2016 dans la commune de Quingey, à l'âge de 89 ans.

## Palmarès
- 1949
  - Critérium du Printemps
- 1957
  - 2e de Dijon-Auxonne-Dijon
- 1958
  - 2ea étape du Circuit des mines[4]
  - 2e de Dijon-Auxonne-Dijon